# 弗拉基米尔·阿布拉莫维奇·拉耶夫斯基
弗拉基米尔·阿布拉莫维奇·拉耶夫斯基（俄语：Владимир Абрамович Раевский，1938年7月6日—2020年12月8日），前苏联经济学家，曾任财政部第一副部长、代理部长。

## 生平
1961年毕业于莫斯科国立经济学院，先后在俄罗斯苏维埃联邦社会主义共和国财政部、苏联财政部工作。1989年至1992年担任苏联财政部第一副部长。1991年八一九事件后，担任代理部长。1992年后，担任俄罗斯自由经济协会副主席。2020年12月8日逝世。